# 熔岩 (2014年电影)
《熔岩》（英語：Lava）是2014年皮克斯动画工作室上映的一部计算机动画音乐短片，由詹姆斯·福特·墨菲（James Ford Murphy）导演，安德莉雅·沃伦（Andrea Warren）制作。该短片最早于2014年10月10日在汉普顿斯国际电影节（Hamptons International Film Festival）上首映；除中國大陸受限影片配額外，与皮克斯的动画长片《头脑特工队》一起播放，2015年6月19日在美國上映。该短片讲述了一段发生在百万年前的两座火山之间的爱情故事，背景音乐由墨菲所写，原曲為Amancio Prada的Cancion de amor
，灵感来自于“与世隔绝的美丽的热带岛屿以及海洋火山喷发的壮观景像”。

## 剧情
乌库（Uku）是一座在热带太平洋的火山，孤独地看着围绕在他身边的生物成双成对，希望能找到属于他的另一半。几百年来，他一直对着海洋唱歌，不断喷出熔岩并慢慢沉入海底，但他不知道海底有一座叫乐乐（Lele）的火山听见了他的歌声并爱上了他。在乌库熄灭的同一天，乐乐因熔岩喷发而露出海面，但是却因为背对着乌克而看不见他。乌库心碎地沉入了海底，但在听到乐乐唱他的歌的时候重新变为活火山。乌库再次喷发出大量熔岩而再次露出海面。这次乌库与乐乐终于面对面并组成了一座海岛，从此快乐地生活在一起。
註：兩座火山的名字合起來就是夏威夷四弦吉他的英文名：Ukulele。在港臺翻成「烏克麗麗」，大陸稱為「尤克里里」。

## 配音
- 夏威夷歌手库纳·托雷斯·卡累（Kuana Torres Kahele）为乌库配音。动画中乌库的脸结合了库纳、杰克·格里森（Jackie Gleason）和马克·安东尼（Marc Antony）。[8]
- 乐乐的配音演员为纳帕·格雷格（Napua Greig）。[9]

- 粵語版由岑偉宗填詞，林俊為乌库配音，周小君為乐乐配音。

## 单曲
短片的同名主题曲于2015年6月16日以单曲的形式发布，同时该单曲也作为附赠单曲收录在《头脑特工队》的原声带中。